# Cương Chính
Cương Chính là một xã thuộc huyện Tiên Lữ, tỉnh Hưng Yên, Việt Nam.

## Địa lý
Xã Cương Chính nằm ở phía đông huyện Tiên Lữ, có vị trí địa lý:
- Phía đông và phía bắc giáp huyện Phù Cừ
- Phía tây giáp xã Thụy Lôi và xã Trung Dũng
- Phía nam giáp tỉnh Thái Bình với ranh giới là sông Luộc.

Xã Cương Chính có diện tích 10,17 km², dân số năm 2022 là 12.718 người, mật độ dân số đạt 1.250 người/km².

## Lịch sử
Trước đây, Cương Chính là một xã thuộc huyện Phù Tiên.
Ngày 6 tháng 11 năm 1996, Quốc hội ban hành Nghị quyết về việc chia tỉnh Hải Hưng thành 2 tỉnh Hải Dương và Hưng Yên và xã Cương Chính thuộc huyện Phù Tiên, tỉnh Hưng Yên.
Ngày 24 tháng 2 năm 1997, Chính phủ ban hành Nghị định 17-CP về việc chuyển xã Cương Chính và xã Minh Phượng thuộc huyện Phù Tiên về huyện Tiên Lữ mới tái lập quản lý.
Ngày 24 tháng 10 năm 2024, Ủy ban Thường vụ Quốc hội ban hành Nghị quyết số 1248/NQ-UBTVQH15 về việc sắp xếp đơn vị hành chính cấp xã của tỉnh Hưng Yên giai đoạn 2023 – 2025 (nghị quyết có hiệu lực từ ngày 1 tháng 12 năm 2024). Theo đó, sáp nhập toàn bộ 3,81 km² diện tích tự nhiên và quy mô dân số là 4.283 người của xã Minh Phượng vào xã Cương Chính.
Xã Cương Chính có 10,17 km² diện tích tự nhiên và quy mô dân số là 12.718 người.